# 무코지마 미쓰루
무코지마 미쓰루(일본어: 向島 満, 1976년 5월 5일 ~ )는 일본의 전 축구 선수이다.

## 구단 경력
1995년 J1리그의 나고야 그램퍼스 에이트에 입단했다. 1998년 재팬 풋볼 리그의 혼다 기연로 이적했다. 2006년까지 233경기에 출전하여, 9득점을 넣었다. 2006년후 현역 은퇴.